# Rudi Lorenz
Rudi Lorenz (10. března 1945 Žilina – 19. ledna 2019 Brno) byl český výtvarník, hudebník a pedagog.

## Život
Rudi Lorenz se narodil v Žilině. Základní vzdělání nabyl v Brně. V letech 1960‒1964 studoval na Střední uměleckoprůmyslové škole v Brně, v roce 1968 nastoupil studium na Pedagogické fakultě v Hradci Králové, ze kterého byl v roce 1971 vyloučen pro nesouhlas s okupací republiky. Jako známý písničkář projevoval nesouhlas s okupací vojsky Varšavské smlouvy již dříve, po násilném obsazení Československa tvorbou tzv. protestsongů. V letech 1973–1982 byl zaměstnán v propagacích u různých podniků. Roku 1983 začal žít a pracovat v Brně ve svobodném povolání. V roce 1990 byl plně rehabilitován. V letech 1997‒1999 dokončil studia na Pedagogické fakultě v Hradci Králové, v roce 1999 pak byl na PF VŠP v Hradci Králové promován a získal akademický titul magistr (Mgr.) Jeho diplomová práce na téma Výtvarný dialog mezi nevidomou mládeží a výtvarníkem informovaně rozpracovala dosud opomíjenou tematiku výchovy nevidomého dítěte k estetickému poznávání světa.

## Dílo
Rudi Lorenc byl umělec všestranně nadaný. Průběžně působil jako grafik, malíř, ilustrátor, řezbář a sochař. Psal krátké literární útvary, povídky a básně. V minulosti se věnoval (1966–1974) folkařské tvorbě (texty, kytarový doprovod, zpěv).
Z výtvarných aktivit se do roku 2008 věnoval převážně volné tvorbě (malba, drobná plastika, reliéfy). Na konci roku 2007 založil První brněnskou nekomerční galerii „Ponorka Victoria“, kde se zaměřoval na plastiky, haptické intarzie, grafiku a interiérové plastiky.
V tuzemsku začal vystavovat individuálně v roce 1967, pak i kolektivně (přes deset výstav) a nakonec převládly výstavy individuální (přes sto výstav).
V zahraničí se účastnil Festivalů kresleného humoru (Jugoslávie, DDR, Řecko, Anglie, Rumunsko), dvakrát vyjížděl do Rakouska a Ruska, naprosto pak převládla účast v německém Zwieselu (devětkrát). Samostatné výstavy uspořádal také v Rakousku (třikrát).
Výtvarné práce R. Lorenze jsou katalogizovány ve Slovníku českých a slovenských výtvarných umělců 1950–2001, L‒Mal.
Rudi Lorenz si uvědomil, že hmotná stránka výtvarného díla má co říct i při haptickém, dotykovém vnímání, což je významné zejména pro nevidomé a slabozraké. Tomuto tématu věnoval nejen svoji diplomovou práci, ale i své následující výtvarné a pedagogické aktivity právě s handicapovanou mládeží ‒ a to jak v Česku, tak i v Rakousku.

### Ilustrace
- KOZÁK, Roman. Nositelé Jízdního řádu. Sušice: Radovan Rebstöck, 2012. ISBN 978-80-86876-27-6. Dostupné také v Digitální knihovně.

## Ocenění
V r. 1992 mu brněnské Kulturní a informační centrum udělilo zvláštní cenu za projekt Výtvarný dialog s nevidomými dětmi.
Byla mu udělena Cena města Brna pro rok 1998 v oboru „Užité umění“.